# Sophira phlox
Sophira phlox är en tvåvingeart som beskrevs av Munro 1935. Sophira phlox ingår i släktet Sophira och familjen borrflugor. Inga underarter finns listade i Catalogue of Life.